# Nashiko Momotsuki
Nashiko Momotsuki (桃月なしこ Momotsuki Nashiko?) (Toyohashi, Aichi, Japón; 8 de noviembre de 1995) es una cosplayer japonesa, modelo, enfermera asociada y actriz. Pertenece a 01familia Co., Ltd. e inicio su debut en el 2017.

## Biografía
A partir de 2018, trabaja como enfermera asociada en una clínica de belleza activa. Cuando estaba en el tercer año de la escuela secundaria, un amigo le invitó a participar en un evento de cosplay local, comenzó a trabajar como cosplayer y pronto debutó en una revista.
En octubre del 2019, fue seleccionada como modelo regular para la revista de moda femenina "bis" (Kobunsha). El 25 de septiembre de 2020, comenzó su papel regular en la serie Super Sentai Mashin Sentai Kiramager, a partir del episodio 25, interpretando primero a una doncella del santuario y luego a Yodonna.
El 11 de noviembre de 2020 lanzó el primer libro de fotos "Unfinished".